# ديكين (مركب كيميائي)
1-ديكين هو مركب عضوي هيدروكربوني ينتمي إلى الألكينات صيغته C10H20، ويوجد على شكل سائل عديم اللون.

## الوفرة والتحضير
يمكن تحضير المركب من إجراء عملية بلمرة منضبطة لمركب الإيثيلين باستخدام حفاز زيغلر-ناتا
وجد آثار من بخار الديكين في دخان التبغ.

## الخواص
يوجد المركب في الشروط القياسية على شكل سائل عديم اللون، وهو لا يمتزج مع الماء، لكنه يمتزج مع الإيثانول. يمكن للديكين أن يشكل مركبات قليلة القسيمات (أوليغوميرات).

### المصاوغات
الديكينات هي مجموعة مركبات عضوية هيدروكربونية من الألكينات لها الصيغة الكيميائية المجملة C10H20، بالتالي فهي مركبات متصاوغة وتختلف فيما بينها بموقع الرابطة المضاعفة على السلسلة الكربونية.